# 黒崎えりか
黒崎 えりか（くろさき えりか、1984年11月19日 - ）は、日本の元ファッションモデル、元女優、元タレント。
結婚し、3児の子供を育てながら本名の”伊藤えりか”としてNPO法人彩の国ママ倶楽部の代表理事として団体を立ち上げ子育て支援や災害支援で活動中。
現在、埼玉県比企郡吉見町にて町議会議員として活動中。

## 人物・来歴
- 北海道出身。
- ライラックプロモーションに所属していた。
- 趣味：切り絵・クラシックバレエ・散歩
- 特技：バレーボール（インターハイ出場）
- 2011年3月までに所属事務所を退所[1]。同時期に結婚し芸能界から引退。現在は3人の育児を楽しみながら再度芸能関連は個人事業所のマムプロ企画としてライラックエンターテイメントと提携する他、NPO法人彩の国ママ倶楽部で代表理事として団体を立ち上げボランティアイベントを企画[2]。
- Amebaでの公式ブログの更新は事実上終了したが、現在は新アカウントにて子育て日記を綴っており、近況を知ることができる。

## 出演

### 舞台・ミュージカル
- 舞台裏の幸福 （2009年）
- 時空警察ヴェッカーサイト（2011年2月24日-27日）

### Vシネマ
- 打姫オバカミーコ （2007年）

### DVD
- 「パーフェクトコンバット」
  - アーネスト・ホースト主演、Mユニットメンバー（2007年）
- 「クロサキ」（2008年）
- 「Fresh!Eye 黒崎えりか」（2009年5月）[3]

## モデル
- 電撃15年祭 レッドバナナブース （2007年）
- K-1 WORLD GP 2008ラウンドガール（2008年）

## PCサイト
- デスクトップギャルコレクション （2007年）

## モバイル
- アイドル激待コレ （2007年）

## 雑誌
- 週刊「FLASH」（2008年）
- アサヒ芸能「エンタメ」（2008年）
- Men'sキラリ （2008年）
- スコラEX （2008年）
- 週刊プレイボーイ （2008年）
- 東京スポーツ新聞 （2008年）
- サブラ（2009年）